# Damian Lillard
Damian Lamonte Ollie Lillard Sr. (Oakland, California, 15 de julio de 1990) es un jugador de baloncesto estadounidense que pertenece a la plantilla de los Portland Trail Blazers de la NBA. Con 1,88 metros de estatura, juega en la posición de base.

## Trayectoria deportiva

### Universidad
Jugó durante cuatro temporadas con los Wildcats de la Universidad de Weber State, en las que promedió 18,6 puntos, 4,3 rebotes y 3,5 asistencias por partido. En su primera temporada fue elegido novato del año e incluido en el mejor quinteto de la Big Sky Conference, tras promediar 11,5 puntos y 3,9 rebotes por partido.
Al año siguiente fue elegido Jugador del Año de la conferencia tras liderar la misma en anotación con 19,7 puntos por partido, galardón que repitió en 2012. Ese año fue además incluido en el tercer equipo All-American.

#### Estadísticas
| Año     | Equipo      | PJ  | PT | MPP  | %TC  | %3P  | %TL  | RPP | APP | ROB | TPP | PPP  |
| ------- | ----------- | --- | -- | ---- | ---- | ---- | ---- | --- | --- | --- | --- | ---- |
| 2008–09 | Weber State | 31  | 26 | 29.4 | .434 | .374 | .841 | 3.9 | 2.9 | 1.1 | .2  | 11.5 |
| 2009–10 | Weber State | 31  | 31 | 34.3 | .431 | .393 | .853 | 4.0 | 3.6 | 1.1 | .1  | 19.9 |
| 2010–11 | Weber State | 10  | 9  | 28.5 | .438 | .345 | .857 | 3.8 | 3.3 | 1.4 | .2  | 17.7 |
| 2011–12 | Weber State | 32  | 32 | 34.5 | .467 | .409 | .887 | 5.0 | 4.0 | 1.5 | .2  | 24.5 |
| Total   | Total       | 104 | 98 | 32.3 | .446 | .390 | .867 | 4.3 | 3.5 | 1.2 | .2  | 18.6 |

### Profesional

#### Portland Trail Blazers (2012-2023)

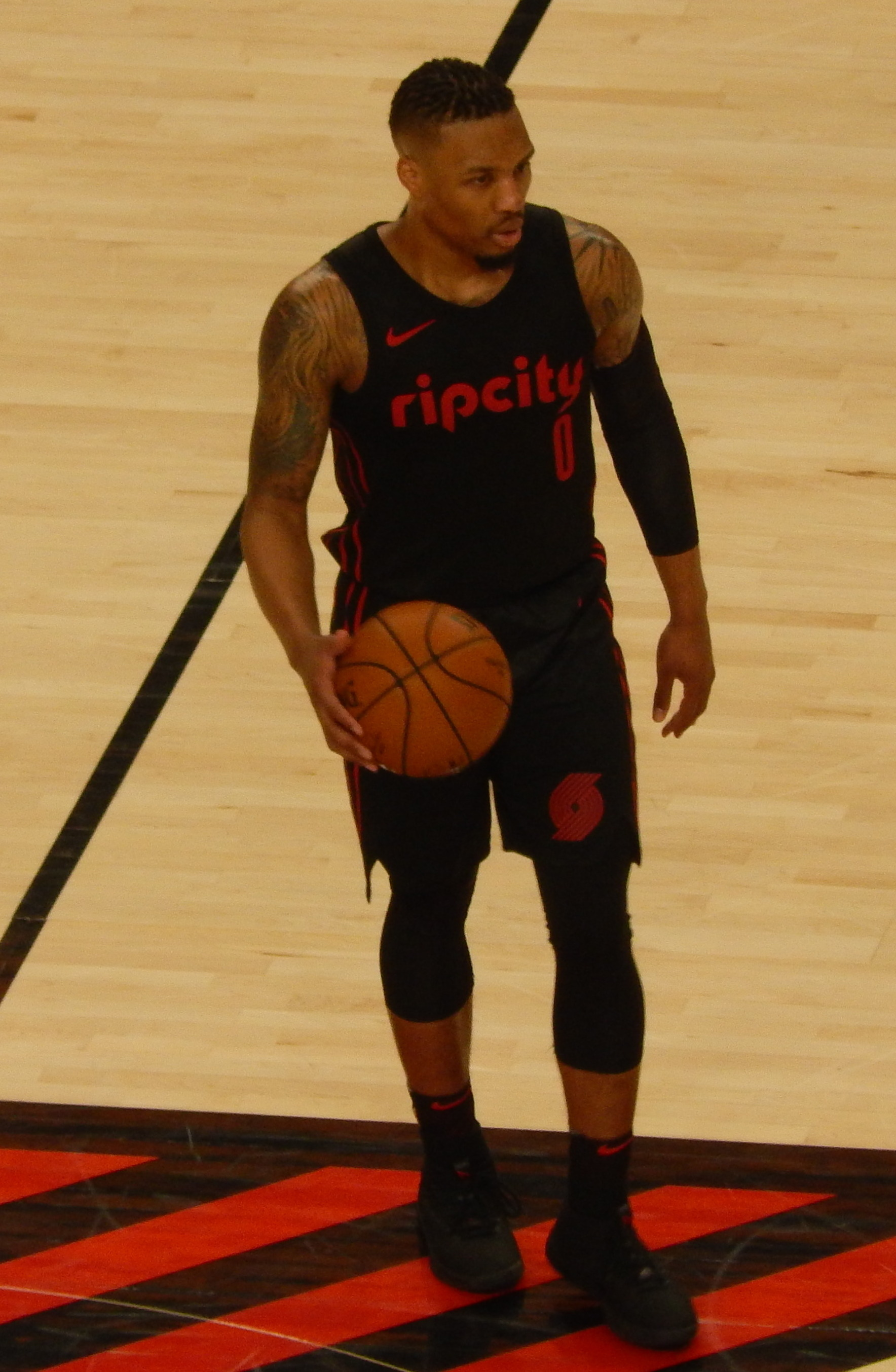
Lillard con Portland en 2018.

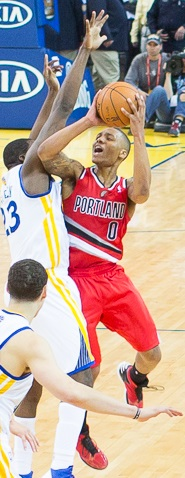
Lillard intenta anotar ante Draymond Green en enero de 2013.

Fue elegido en la sexta posición del Draft de la NBA de 2012 por Portland Trail Blazers, con los que debutó el 31 de octubre ante Los Angeles Lakers, logrando un doble-doble, 23 puntos y 11 asistencias. Tras finalizar el primer mes de competición, Lillard consigue ser Rookie del Mes de noviembre en la Conferencia Oeste. El 16 de diciembre, Lillard consigue su primera canasta ganadora frente a los New Orleans Hornets, anotando un triple a falta de 0,3 segundos. En diciembre, Lillard consigue alzarse con su segundo trofeo de Rookie del Mes, siendo uno de los favoritos para conseguir este título cuando acabe la temporada. El 11 de enero, en la derrota de su equipo contra los Golden State Warriors, consigue hasta entonces, su mejor registro anotador, anotando 37 puntos, junto también con 6 rebotes, 4 asistencias y 2 robos de balón. En enero fue nombrado por tercera vez consecutiva Rookie del Mes de la Conferencia Oeste. El 15 de febrero disputa su primer All-Star, en el Rookie Challenge, consiguiendo 18 puntos, 3 rebotes, 5 asistencias y 2 robos. Al día siguiente gana el Skills Challenge, imponiéndose en la final a Jrue Holiday. En marzo vuelve a ser nombrado Rookie del Mes por cuarta vez consecutiva. El 2 de abril, Lillard supera el récord de triples anotados por un novato, superando los 166 de Stephen Curry.
Sin acabar la temporada 2012-13, se convirtió en el tercer rookie en la historia de la NBA en conseguir 1.500 puntos y 500 asistencias, uniéndose a Oscar Robertson y Allen Iverson. Al terminar la temporada fue nombrado Rookie del Año de la NBA, ganando la votación por unanimidad.
El 18 de marzo de 2014, enfrentando a los Bucks y anotando 20 puntos, Lillard llegó a 3.000 puntos en la NBA. Esta actuación le sirvió para conseguir un hito solo alcanzado por otros seis jugadores de la liga desde 2002, el llegar a los 3000 puntos en los primeros 150 partidos de sus carreras. Los otros jugadores que han alcanzado esta cifra son: LeBron James, Kevin Durant, Kyrie Irving, Blake Griffin, Dwyane Wade y Carmelo Anthony.
El 2 de febrero de 2018, cuando los Trail Blazers se enfrentaron a Toronto Raptors, Lillard se convirtió en el Blazer que menos partidos tardo en llegar a los 10.000 puntos, al hacerlo en 441 encuentros, superando los 500 que le costó a Clyde Drexler. Luego, el 9 de febrero logró llegar a ser el 5° máximo anotador de la historia de Portland Trail Blazers, superando al excampeón de la NBA Jerome Kersey, el cual tenía 10067 puntos en sus 11 temporadas en la franquicia del oeste.
El 23 de abril de 2019, en el quinto partido de primera ronda de los playoffs de 2019, ante Oklahoma City Thunder, Lillard anotó 50 puntos para cerrar la eliminatoria (4-1).
Ya en la temporada siguiente, el 8 de noviembre de 2019 ante Brooklyn Nets y el 20 de enero de 2020 ante Golden State Warriors, Lillard anotó 60 y 61 puntos respectivamente. Misma temporada, ya tras el parón y durante los partidos disputados en la "burbuja de Orlando", el 11 de agosto ante Dallas Mavericks, Lillard igualó su máximo registro anotador con 61 puntos. Al término de los 'Seeding Games', justo antes de comenzar los 'playoffs' fue nombrado MVP de la "burbuja" de la NBA. El 12 de agosto logró concatenar 3 partidos con 60 puntos o más, una marca que no se conseguía desde 1963 con Wilt Chamberlain. El 16 de agosto de 2020, tras tener una pugna con Phoenix Suns, San Antonio Spurs y Memphis Grizzlies por el 8º puesto, consiguen finalmente clasificarse para enfrentarse con Los Angeles Lakers de LeBron James y Anthony Davis.
El 23 de febrero de 2021, fue elegido por sexta vez para disputar el All-Star Game que se celebró en Atlanta. El 14 de marzo, alcanzó la cifra de 1931 triples anotados en la NBA, y colocándose en el puesto décimo quinto de la historia. El 1 de junio, en primera ronda de playoffs anotó 55 puntos, con 12 triples, superando el récord de número de triples anotados en un partido de postemporada, hasta la fecha eran 11 triples Klay Thompson.
Durante su décima temporada en Portland, el 13 de enero de 2022, se anunció que sería operado de una lesión abdominal y que se perdería varias semanas de competición. A mediados de marzo de 2022 se confirmó que no jugaría más esa temporada.
En su decimoprimera temporada con los Blazers, el 8 de diciembre de 2022 ante Denver Nuggets anota 40 puntos y reparte 11 asistencias. El 12 de diciembre ante Minnesota Timberwolves anota 38 puntos, incluyendo 11 triples. El 18 de diciembre superó los 18.040 puntos de Clyde Drexler y se convirtió en el máximo anotador de la historia de los Blazers. El 12 de enero de 2023 ante Cleveland Cavaliers anota 50 puntos. El 15 de enero anota 40 puntos ante Dallas Mavericks. El 25 de enero consigue 60 puntos ante Utah Jazz, y además se coloca como el sexto jugador con más triples de la historia, al superar los 2290 de Vince Carter. El 30 de enero anota 42 puntos ante Atlanta Hawks. El 1 de febrero ante Memphis Grizzlies consigue 42 puntos y 10 asistencias. El 2 de febrero se anunció su participación en el All-Star Game de Salt Lake City, siendo la séptima nominación de su carrera. El 4 de febrero anota 40 puntos ante Chicago Bulls. El 8 de febrero ante Golden State Warriors registra el segundo triple-doble de su carrera con 33 puntos, 11 asistencias y 10 rebotes. El 13 de febrero anota 40 puntos ante Los Angeles Lakers. El 18 de febrero se proclama vencedor del concurso de triples de 2023. El 26 de febrero consiguió 71 puntos ante Houston Rockets, anotando además 13 triples, siendo la mejor actuación de su carrera y batiendo además el récord de puntos en un partido de la franquicia. Además se convirtió en el octavo jugador de la historia de la NBA en lograr más de 70 puntos en un partido, siendo su quinto partido con más de 60 puntos, algo que en la historia de la competición solo han superado Kobe Bryant con 6, y Wilt Chamberlain con 32. Fue además su segundo partido con más de 60 puntos y 10 triples, único jugador que lo ha logrado en dos ocasiones. El 1 de marzo anota 41 puntos ante New Orleans Pelicans. Y otros 41 puntos el 5 de marzo ante Orlando Magic y el 17 de marzo ante Boston Celtics. El 28 de marzo se anunció que sería baja para el resto de la temporada por una lesión en la pantorrilla, terminando así su mejor temporada en términos de anotación con 32,2 puntos en 58 encuentros.

#### Milwaukee Bucks (2023-2025)
Tras once temporadas en Portland, el 27 de septiembre de 2023, es traspasado a Milwaukee Bucks en un intercambio entre tres equipos. El 19 de diciembre de 2023 anota 40 puntos ante San Antonio Spurs. El 14 de enero de 2024 anota la canasta ganadora sobre la bocina ante Sacramento Kings. El 20 de enero anota 45 puntos ante Detroit Pistons. El 25 de enero fue elegido como titular para el All-Star Game, siendo la octava elección de su carrera y primera como titular. Allí fue campeón del concurso de triples, por segunda vez en su carrera, y además se llevó el MVP del All-Star Game. El 4 de marzo anota 41 puntos ante Los Angeles Clippers. El 8 de marzo supera los 2560 triples de Reggie Miller y se convierte en el cuarto máximo triplista de la historia de la liga.
Al comienzo de su segundo año en Milwaukee, el 2 de noviembre de 2024 ante Cleveland Cavaliers, consigue 41 puntos. A finales de enero de 2025 se anunció su participación como reserva en el All-Star Game, siendo la novena nominación de su carrera. El 9 de febrero anota 43 ante Philadelphia 76ers. El 25 de marzo se le diagnostica una trombosis venosa profunda (un coágulo de sangre), en la pierna derecha, que hace que se pierda el final de la temporada regular. Regresó en postemporada, pero el 27 de abril en el cuarto encuentro de primera ronda ante Indiana Pacers, sufrió una lesión en el tendón de Aquiles. El 1 de julio es cortado por los Bucks, siendo el contrato más alto cortado en la historia de la NBA ($113 millones).

#### Portland Trail Blazers (2025-presente)
Tras pasar dos temporadas en Milwaukee y todavía recuperándose de la lesión, el 17 de julio de 2025, acuerda regresar a los Portland Trail Blazers por tres años y $42 millones.

### Selección nacional
En verano de 2021, fue parte de la selección absoluta estadounidense que participó en los Juegos Olímpicos de Tokio 2020, que ganó la medalla de oro.

## Estadísticas de su carrera en la NBA
|  | Líder de la liga |

### Temporada regular
| Año      | Equipo    | PJ  | PT  | MPP  | %TC  | %3P  | %TL   | RPP | APP | ROB | TPP | PPP  |
| -------- | --------- | --- | --- | ---- | ---- | ---- | ----- | --- | --- | --- | --- | ---- |
| 2012-13  | Portland  | 82  | 82  | 38.6 | .429 | .368 | .844  | 3.1 | 6.5 | .9  | .2  | 19.0 |
| 2013-14  | Portland  | 82  | 82  | 35.8 | .424 | .394 | .871  | 3.5 | 5.6 | .8  | .3  | 20.7 |
| 2014-15  | Portland  | 82  | 82  | 35.7 | .434 | .343 | .864  | 4.6 | 6.2 | 1.2 | .3  | 21.0 |
| 2015-16  | Portland  | 75  | 75  | 35.7 | .419 | .375 | .892  | 4.0 | 6.8 | .9  | .4  | 25.1 |
| 2016-17  | Portland  | 75  | 75  | 35.9 | .444 | .370 | .895  | 4.9 | 5.9 | .9  | .3  | 27.0 |
| 2017-18  | Portland  | 73  | 73  | 36.6 | .439 | .361 | .916  | 4.5 | 6.6 | 1.1 | .4  | 26.9 |
| 2018-19  | Portland  | 80  | 80  | 35.5 | .444 | .369 | .912  | 4.6 | 6.9 | 1.1 | .4  | 25.8 |
| 2019-20  | Portland  | 66  | 66  | 37.5 | .463 | .401 | .888  | 4.3 | 8.0 | 1.1 | .3  | 30.0 |
| 2020-21  | Portland  | 67  | 67  | 35.8 | .451 | .391 | .928  | 4.2 | 7.5 | .9  | .3  | 28.8 |
| 2021-22  | Portland  | 29  | 29  | 36.4 | .402 | .324 | .878  | 4.1 | 7.3 | .6  | .4  | 24.0 |
| 2022-23  | Portland  | 58  | 58  | 36.3 | .463 | .371 | .914  | 4.8 | 7.3 | .9  | .3  | 32.2 |
| 2023-24  | Milwaukee | 73  | 73  | 35.3 | .424 | .354 | .920  | 4.4 | 7.0 | 1.0 | .2  | 24.3 |
| 2024-25  | Milwaukee | 58  | 58  | 36.1 | .448 | .376 | .921  | 4.7 | 7.1 | 1.2 | .2  | 24.9 |
| Total    | Total     | 900 | 900 | 36.2 | .439 | .371 | .899  | 4.3 | 6.7 | 1.0 | .3  | 25.1 |
| All-Star | All-Star  | 8   | 1   | 19.2 | .476 | .437 | 1.000 | 2.9 | 2.9 | 1.0 | .0  | 20.6 |

### Playoffs
| Año   | Equipo    | PJ | PT | MPP  | %TC  | %3P  | %TL  | RPP | APP  | ROB | TPP | PPP  |
| ----- | --------- | -- | -- | ---- | ---- | ---- | ---- | --- | ---- | --- | --- | ---- |
| 2014  | Portland  | 11 | 11 | 42.4 | .439 | .386 | .894 | 5.1 | 6.5  | 1.0 | .1  | 22.9 |
| 2015  | Portland  | 5  | 5  | 40.2 | .406 | .161 | .781 | 4.0 | 4.6  | .4  | .6  | 21.6 |
| 2016  | Portland  | 11 | 11 | 39.7 | .368 | .393 | .910 | 4.3 | 6.3  | 1.3 | .3  | 26.5 |
| 2017  | Portland  | 4  | 4  | 37.8 | .433 | .281 | .960 | 4.5 | 3.3  | 1.3 | .5  | 27.8 |
| 2018  | Portland  | 4  | 4  | 40.5 | .352 | .300 | .882 | 4.5 | 4.8  | 1.3 | .0  | 18.5 |
| 2019  | Portland  | 16 | 16 | 40.6 | .418 | .373 | .833 | 4.8 | 6.6  | 1.7 | .3  | 26.9 |
| 2020  | Portland  | 4  | 4  | 35.8 | .406 | .394 | .970 | 3.5 | 4.3  | .5  | .3  | 24.3 |
| 2021  | Portland  | 6  | 6  | 41.3 | .463 | .449 | .940 | 4.3 | 10.2 | 1.0 | .7  | 34.3 |
| 2024  | Milwaukee | 4  | 4  | 39.1 | .420 | .417 | .974 | 3.3 | 5.0  | 1.0 | .0  | 31.3 |
| 2025  | Milwaukee | 3  | 3  | 25.0 | .222 | .188 | .857 | 2.7 | 4.7  | .7  | .7  | 7.0  |
| Total | Total     | 68 | 68 | 39.5 | .409 | .368 | .893 | 4.4 | 6.1  | 1.1 | .3  | 25.2 |

## Logros y reconocimientos

### Selección
- Medalla de Oro de los Juegos Olímpicos de Tokio 2020

### Club
- Campeón de la NBA Cup (2024)

### Individual
- Elegido Rookie del Año de la NBA de 2013.
- Elegido en el mejor quinteto de rookies de la NBA de 2013.
- 2 veces elegido en el tercer mejor quinteto de la NBA de 2014, 2023.
- 4 veces elegido en el segundo mejor quinteto de la NBA de 2016, 2019, 2020 y 2021.
- Elegido en el primer mejor quinteto de la NBA de 2018.
- 9 veces elegido para jugar en el All-Star Game de la NBA (2014, 2015, 2018, 2019, 2020, 2021, 2023, 2024, 2025).
  - Elegido para jugar en el All-Star Game de la NBA en el partido de rookies Rising Stars Challenge de 2013.
  - Elegido para jugar en el All-Star Game de la NBA en el partido de sophomores Rising Stars Challenge de 2014.
  - 2 veces Campeón del Skills Challenge "Concurso de Habilidades" de la NBA de 2013 y 2014.
  - 2 veces Campeón del Concurso de Triples de la NBA de 2023 y 2024.
  - MVP del All-Star Game (2024)
- 2 veces Magic Johnson Award (2017 y 2020).[54][55]
- Portada del videojuego NBA 2K21.[56]
- MVP de la "burbuja" de la NBA en 2020.
- Maurice Lucas Award (2013)
- Elegido en el Equipo del 75 aniversario de la NBA en 2021.
- Máximo anotador de la historia de los Portland Trail Blazers desde diciembre de 2022.

### Récords en un partido
| Puntos: 71 - vs Houston Rockets, 26 de febrero de 2023. Porcentaje de tiros de campo: 10-11 (.909) - vs Dallas Mavericks, 3 de febrero de 2024 Tiros de campo encestados: 19 - vs Brooklyn Nets, 8 de noviembre de 2019 Tiros de campo intentados: 37 - vs Golden State Warriors, 20 de enero de 2020 Tiros libres encestados (sin errar): 18 - vs Dallas Mavericks, 11 de agosto de 2020 Tiros libres encestados: 18 - vs Dallas Mavericks, 11 de agosto de 2020 Tiros libres intentados: 20 - vs Oklahoma City Thunder, 7 de marzo de 2019 Triples encestados: 13 - vs Houston Rockets, 26 de febrero de 2023 Triples intentados: 22 - vs Houston Rockets, 26 de febrero de 2023 | Rebotes: 18 - vs Los Angeles Clippers, 4 de abril de 2015 Asistencias: 16 - vs Sacramento Kings, 20 de diciembre de 2016 - vs Boston Celtics, 8 de agosto de 2020 Robos: 6 - vs Golden State Warriors, 19 de febrero de 2016 Tapones: 4 - vs Charlotte Hornets, 11 de enero de 2019 Perdidas: 8 - vs Denver Nuggets, 14 de abril de 2013 - vs Houston Rockets, 29 de enero de 2020 Minutos jugados: 52:30 - vs San Antonio Spurs, 19 de diciembre de 2014 |

### Partidos ganados sobre la bocina
|      | con Portland Trail Blazers   |
|      | con Milwaukee Bucks          |
| (PO) | Denota un partido de PlayOff |

| Número | Tiro         | Margen | Resultado | Oponente              | Fecha               |
| ------ | ------------ | ------ | --------- | --------------------- | ------------------- |
| 1 (PO) | Tiro de tres | -2     | 98-99     | Houston Rockets       | 2 de mayo de 2014   |
| 2 (PO) | Tiro de tres | Empate | 115-118   | Oklahoma City Thunder | 23 de abril de 2019 |
| 3      | Tiro de tres | -2     | 123-122   | Chicago Bulls         | 20 de enero de 2021 |
| 4      | Tiro de tres | -2     | 143-142   | Sacramento Kings      | 14 de enero de 2024 |

1. ↑  Con este triple, alcanzó los 50 puntos en el partido.

## Vida personal

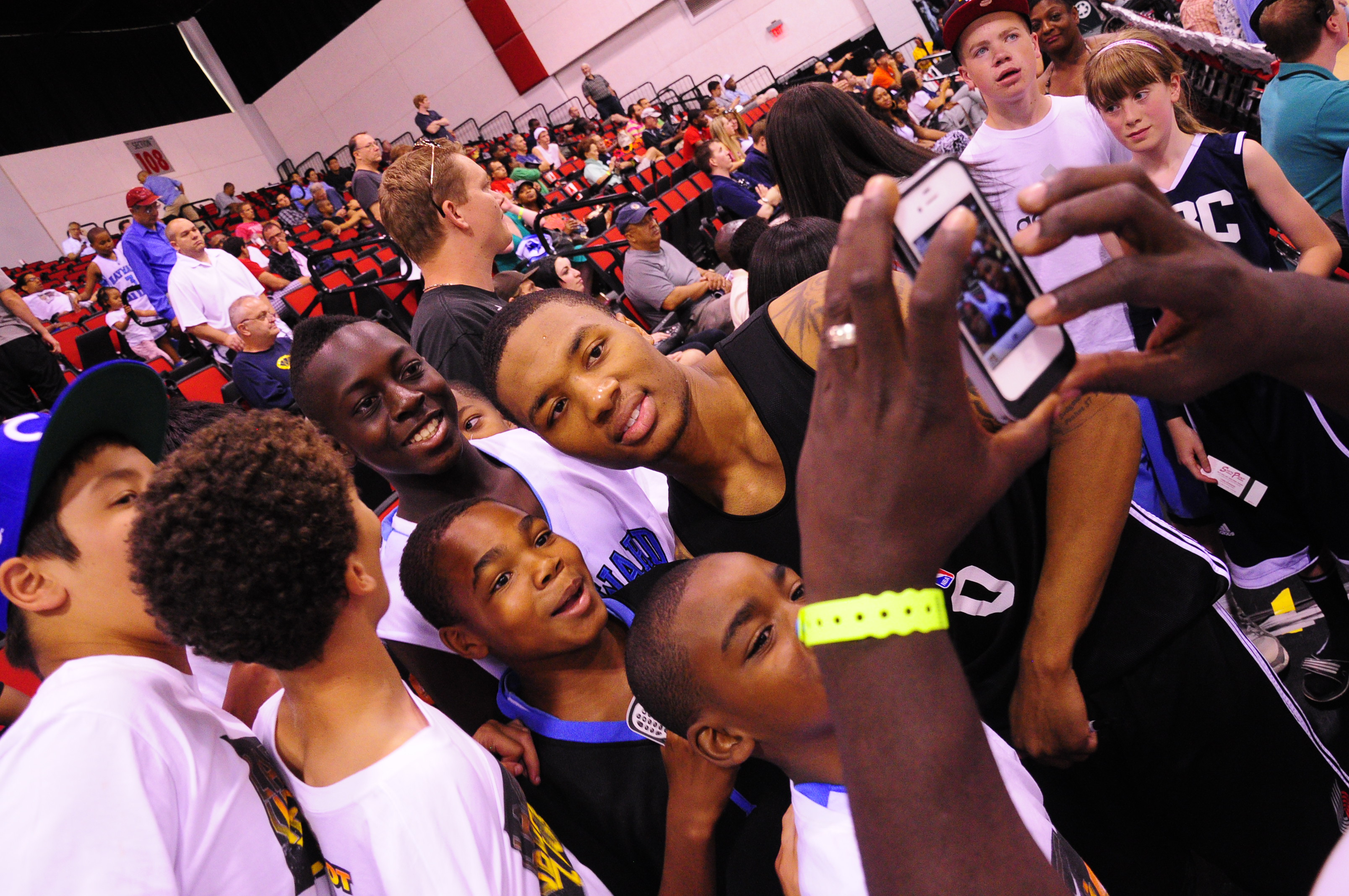
Lillard con aficionados en julio de 2012.

Lillard es cristiano; y tiene tatuado en su brazo izquierdo los Salmos 37:1-3.
Terminó su carrera universitaria al licenciarse en ventas profesionales en la Universidad Estatal de Weber, en mayo de 2015.
La hermana de Damian, LaNae, asistió al Lakeridge High School. Su hermano, Houston, jugó al fútbol americano a nivel universitario en el Laney College, y es jugador de la Indoor Football League.
Conoció a su novia Kay'La Hanson en la universidad. El 29 de marzo de 2018, nace su primer hijo llamado Damian Jr. En enero de 2021, tuvieron a su segundo y tercer hijo después de que Kay'La diera a luz a gemelos, una hija llamada Kali y un hijo llamado Kalii. Se casaron el 21 de septiembre de 2021. En octubre de 2023, días después de conocerse su traspaso a Milwaukee, la pareja se divorcia.
Lillard lleva el dorsal número 0, representando la letra 'O', haciendo un homenaje a los 3 lugares que marcaron su vida: Oakland, Ogden y Oregón.
En 2021 hizo un cameo en la película de animación Space Jam: A New Legacy.
Es primo del también jugador profesional, Keljin Blevins.

### Inclusión en la música
Lillard es rapero y cantante de hip-hop bajo el sobrenombre de "Dame D.O.L.L.A." ("Different On Levels the Lord Allows").
El 21 de octubre del 2016, Lillard lanzó su álbum The Letter O. El álbum es un homenaje a sus vivencias de infancia que tuvo con sus compañeros de equipo en Oakland High School, donde jugaban baloncesto y al mismo tiempo hacían sus "freestyles". Antes de lanzar el álbum, tuvo su primer concierto de rap el 15 de julio del 2016 en el Crystal Ballroom en Portland. Damian recibió colaboraciones de famosos artistas como: Jamie Foxx, Marsha Ambrosius, Raphael Saadiq y Lil Wayne.
El 6 de octubre de 2017, lanzó su segundo álbum Confirmed.
El 9 de agosto de 2019, publicó su tercer álbum de estudio, Big D.O.L.L.A. con colaboraciones como Lil Wayne, Mozzy, o Jeremih.
Ahora posee su propio sello discográfico, y en septiembre de 2020, lanzó el single "Kobe", con la colaboración de Snoop Dogg y Derrick Milano, como parte de la banda sonora del videojuego NBA 2K21.